# Dan Shaver
Dan Shaver (Charlotte, North Carolina, 6 juni 1950 – 2 januari 2007) was een Amerikaanse autocoureur die aan twee NASCAR-races meedeed.
De middelbare school doorliep hij op de South Mecklenburg High School. Nadat hij daar zijn diploma had behaald deed hij een vervolgopleiding aan het Central Piedmont Community College en diende hij in het Amerikaanse leger.
In 1992 begon hij met autoraces bij NASCAR. In 2005 zette hij een punt achter zijn carrière als autocoureur en werd hij eigenaar van ARCA.
Minder dan een jaar voor zijn dood (op 30 januari 2006) zei hij: "I’m in the best shape I’ve been in 15 years, and I’m ready to go". Dan Shaver overleed op 56-jarige leeftijd aan kanker.